# Греческая кавалерия в Освободительной войне

Флаг Греции в 1822—1978 гг.

Греческая кавалерия (греч.  Ελληνικό Ιππικό ) периода Освободительной войны Греции 1821—1829 годов является непосредственной предшественницей кавалерии королевства Греция и исторической предшественницей современных бронетанковых войск Греции.
По объективным историческим причинам, греческая кавалерия периода Освободительной войны была сформирована практически с нуля. Несмотря на это, её роль в войне была заметной, а после войны она создала предпосылки создания кавалерии Греческого королевства.

## Предыстория
Османская оккупация населённых греками земель привела к массовой миграции населения за пределы Османской империи и в её пределах. Нежелающие уживаться с мусульманами искали места ориентируясь на транспортную инфраструктуру — но от обратного: чем дальше от дорог, тем лучше. Так стали заселяться горные регионы, которые никогда до того, ни в античную ни в византийскую эпоху, не населялись. Равнина в основном стала местом жизни мусульман, а в дальнейшем и евреев, а горы — местом жизни греков, таким образом, по образному выражению историка А. Вакалопулоса, «горы спасли и сохранили греческую нацию».
Одновременно, в городских центрах и равнинных регионах два ограничения установленных османами для христиан лишали последних права носить оружие и ездить верхом.
В том что касается ношения оружия, со временем в горах образовались две военизированные социальные прослойки греческого населения — клефты и арматолы.
Имя клефт (греч. κλέφτης — вор) было дано турками и греками имущими как выражение презрения и страха к тем из горцев, кто избрал путь вооружённой борьбы и защиты населения как от турок, так и от вновь образуемой греческой знати. Появление на дорогах разбойников вынуждало турок иногда сотрудничать с клефтами. Так появились арматолы (греч. αρματολός — несущий оружие), несущие службу на перевалах и которым были подвластны предоставленные им под контроль территории. Переход из клефтов в арматолы и обратно был постоянным явлением:53.
Кроме того, появились горные регионы, где власть осман была лишь номинальной и жители которых с оружием руках в течение трёх веков защищали свою свободу.
Важнейшими из них были Мани на Пелопоннесе, Сули в Эпире и Сфакья на Крите.
Однако в том что касается кавалерии, и клефты с арматолами, и маниоты, сулиоты и сфакиоты придерживались тактики горной иррегулярной войны в пешем строю и не располагали кавалерийской традицией.
К началу Освободительной войны (1821) Греция располагала группами населения имевшими опыт иррегулярной войны на суше, а также коммерческими кораблями и их экипажами, чей морской военный опыт ограничивался борьбой против берберийских пиратов. Значительно хуже обстояло дело с кавалерией, которую восставшая Греция была вынуждена воссоздать практически с нуля.

## Придунайский этап Греческой революции
Дунайские княжества или Молдо-Валахия, находились на стыке интересов и столкновений Османской, Российской и Австрийской империи.
С начала XVIII века господарями или князьями этих полуавтономных княжеств назначались отличившиеся на службе Османской империи константинопольские греки-фанариоты:70.
Эти господари создали при своих дворах гарнизоны из так называемых «арнаутов» (то есть носящих юбку-фустаннелу), в основном греков или эллинизированных православных албанцев.
Находясь на территории свободной от османских ограничений, они создали в составе этих гарнизонов и довольно большие кавалерийские отряды, насчитывавшие несколько сотен всадников.
Созданная в Одессе в 1814 году, греческая революционная организация Филики Этерия, поставившая себе целью освободить Грецию от османского ига, создала подпольную сеть кроме собственно греческих земель и в Дунайских княжествах, надеясь на поддержку господарей и на участие их воинских отрядов в Освободительной войне:А-353.
Усилиями гетериста и российского дипломата Г. Левентиса, Г. Олимпиос и Я. Фармакис возглавили гарнизон господаря Валахии Иоанна II Караджи.
Конный отряд С. Фокианоса в составе этого гарнизона насчитывал до тысячи всадников, в основном греков и сербов.
План гетеристов предусматривал отъезд возглавившего организацию Александра Ипсиланти на Пелопоннес, где предполагалось начать восстание, в то время как Г. Олимпиос и С. Фокианос должны были поднять восстание в Валахии, за 10 дней до начала восстания на Пелопоннесе, чтобы отвлечь внимание и силы осман:A-359.
«Совершенно неожиданно», 24 октября 1820 года, Ипсиланти принял решение начать военные действия в княжествах, и известил об этом руководителей гетеристов на местах.
Олимпиосу и Фокианосу он дал приказ арестовать господаря Валахии Александра Суцу, сформировать временное правительство и обеспечить переправу через Дунай:A-364.
Одной из причин изменения начального плана Ипсиланти, историк Д. Фотиадис считает необоснованную информацию, полученную от Фокианоса, что планы гетеристов стали известны султану:A-364.
Изменение плана вызвало необходимость привлечь к восстанию население Молдо-Валахии. Олимпиос привлёк для этого Т. Владимиреску, который, как и он, служил в русской армии во время русско-турецкой войны 1806—1812:A-374 и командовал пандурами в войсках господаря Константина Ипсиланти .
17 января 1821 года, воспользовавшись смутой, вызванной злоупотреблениями господаря Александра Суцу и предсмертной агонией последнего, Владимиреску, сопровождаемый бойцами Олимпиоса, прибыл в Тырговишти и предпринял первые шаги:A-374. После смерти Суцу, Владимиреску с небольшим отрядом арнаутов отправился по сёлам Малой Валахии поднимать восстание. К нему присоединились его бывшие соратники пандуры, ставшие его основной силой.
Поскольку турки не могли, согласно русско-турецкому договору, ввести войска в Валахию, они, не подозревая, поручили подавление восстания Владимиреску тем, кто в действительности и были его организаторами — Олимпиосу и Я. Фармакису. И тогда «начались комедийные сцены» когда Владимиреску преследовали действительные организаторы восстания".

### Начало военных действий в Дунайских княжествах
16 февраля 1821 года на сходке гетеристов в Кишинёве, было принято решение начать военные действия.
Ипсиланти дал приказ Фокианосу и Олимпиосу взять Бухарест и Яссы:67.
22 февраля 1821 года А. Ипсиланти, с группой сподвижников перешёл Прут, провозгласив начало Греческой революции:А-385.
24 февраля Ипсиланти обратился к соотечественникам с воззванием, которое начиналось словами «Сражаюсь за Веру и Отечество»:А-387.
26 февраля, в храме Святой Троицы в Яссах, было освящено знамя восстания":А-390.
1 марта Ипсиланти выступил из Ясс, во главе, по разным источникам, от 800 до 2 тыс. повстанцев и прибыл в Фокшаны 10 марта, где у него было несколько дней для организации своей армии.
Ипсиланти организовал отряд кавалерии, командование которого было в дальнейшем поручено В. Каравиасу.
Значительные средства для организации этого отряда предоставил правитель Молдовы Михаил Суцу (младший).
Греческий исследователь К. Авгитидис, проживший многие годы в эмиграции в Одессе, ссылаясь на историка XIX века И. Филимона, пишет, что в армию Ипсиланти вступили 180 казаков, под командованием грека В. Мосхулиса.
Авгитидис не уточняет если эти казаки прибыли на конях и с оружием. Учитывая то, что, следуя политике Священного союза и соблюдая строжайший нейтралитет, российский император Александр I запретил оказывать гетеристам какую либо помощь, и закрыл границу с Княжествами не только для греков подданных России, но для греков подданных других стран, сама по себе подобная информация вызывает интерес:62.
По разным источникам кавалерийские силы, которыми Ипсиланти действительно располагал или считал что располагает, насчитывали до двух тысяч всадников, что само по себе было для региона и эпохи значительной в цифрах силой.
Некоторые источники, игнорируя кавалерийские отряды греков под иностранными флагами в предшествующие века (страдиоты и пр.), именуют эти силы первой организованной греческой кавалерийской частью с падения Византии в XV веке.
В целом в армии Ипсиланти на одного всадника приходилось 3 пехотинца.
Однако половина кавалерии (тысяча Фокианоса) только номинально была под командованием Ипсиланти. Остальные сотни были сформированы на скорую руку, не имели достаточной подготовки и не располагали подготовленными офицерами.
Кроме того, у Ипсиланти не было как генерального плана действий его армии, так и плана действий кавалерии в частности
Из разношёрстных повстанцев Ипсиланти выделил и организовал отряд студентов-волонтёров из греческих общин Молдово-Валахии, Одессы и Австро-Венгрии. Он верил, что эта молодёжь станет ядром и душой его армии и дал этому отряду имя древнего фиванского Священного отряда.

Флаг Священного отряда

По завершении спешной военной подготовки отряда и принятии присяги, А. Ипсиланти передал знамя командиру Священного отряда, бывшему полковнику русской армии, Георгию Кантакузину, которого Ипсиланти вскоре отстранил от командования:А-391.
18 марта Ипсиланти и его армия подошли к Плоешти, где он произвёл осмотр своих войск. Здесь адъютантом Священного отряда был назначен один из основателей Филики Этерия А. Цакалоф:А-395.
25 марта Ипсиланти подошёл к Бухаресту.
Но двумя днями раннее, в церквях города была зачитана анафема Ипсиланти и революции за подписью Константинопольского патриарха. Раннее от действий Ипсиланти отмежевался Российский император Александр I.
Это внесло сумятицу в разношёрстную армию Ипсиланти, который стал терять контроль над армией, четверть которой, к тому же, была без оружия:А-413.
Армия стала разлагаться, не войдя ещё в контакт с противником.
Лишь Священный отряд, состоящий из «полных энтузиазма молодых идеологов», остался не подверженным разложению.
После входа османских войск, с разрешения России, в Дунайские княжества и ряда сражений Ипсиланти отошёл к предгорьям Карпат.

### Предательство Владимиреску и переход кавалерийского отряда Фокианоса на сторону турок
Фокианос осознал, что информация о предполагаемом участии России в событиях была лишь тактической уловкой гетеристов, но подписался под обращением греческих военачальников к российскому императору:A-413.
1 мая турецкие войска, с разрешения России, вошли в княжества.
Комендант Бухареста Фокианос и Владимиреску остались в городе и оба, пытаясь спастись, начали свою игру.
Владимиреску, через консула Австрии, вёл переговоры с турками, ожидая стать господарем Валахии, и обещая им нейтрализовать Ипсиланти:A-416.
8 мая, в один и тот же день, Владимиреску и Фокианос подняли свои флаги.
С Трикупис пишет, что план Фокианоса был «более сатанинский, нежели план Владимиреску».
Он решил истребить и Ипсиланти, и Владимиреску. Он знал, что покаяния было недостаточно и нужно сопроводить слова действиями. Заключив «волчий договор» с Владимиреску, он продолжал играть роль верного соратника Ипсиланти.
15 мая при приближении турок к Бухаресту, Владимиреску бежал в горы в расположение Олимпиоса.
Во главе своей верной тысячи всадников, Фокианос также оставил город и направился в ставку Ипсиланти в Тырговишти:A-417, предупреждая Ипсиланти беречься от Владимиреску.
В тот же день турки вошли в Бухарест, казнив по указке румынских бояр 150 греков, сербов и болгар сторонников Ипсиланти:A-417.
Владимиреску продолжил переговоры с турками.
21 мая Олимпиос, узнав о смуте в лагере Владимиреску, прибыл в Голешти, где стояли 3 тысячи валашских пандуров. Обвинив публично своего бывшего друга в предательстве и, заручившись согласием пандур, он отправил Владимиреску в лагерь Ипсиланти в Тырговишти, под трибунал:A-417.
Владимиреску был приговорён к смерти, но Каравиас и адъютант Ипсиланти поляк Гарновский исполнили приговор таким образом, что это стало злодейским убийством:A-418.
Факт готовившегося удара Владимиреску против гетеристов не оспаривался и их противниками, но спешный суд и убийство практически лишили гетеристов поддержки местного населения в ходе войны на чужой территории.
27 мая турки осадили монастырь Дочету у Тырговишти. Хотя победа у монастыря стала одним из героических эпизодов войны, бежавший с поля боя капитан Дукас принёс панику в Тырговишти.
В этот момент, 29 мая, Фокианос «снял маску» гетериста, отправился к Кехая бею и покорился, обещав взять Ипсиланти в плен. Во главе своей тысячи всадников и 2 тысяч османских всадников, он бросился преследовать Ипсиланти, настиг его арьергард, и, взяв в плен 20 гетеристов, отрубил им голову, в подтверждение преданности османам:A-423.

### Сражение при Драгашани — кавалерия Каравиаса как виновник гибели Священного отряда
В последовавшем сражении при Драгашани 7(19) июня гетеристы потерпели поражение и потеряли надежду на счастливый исход своей кампании в княжествах.
Сражение началось и развивалось не по планам Ипсиланти.
7 июня 1821 года, в отсутствие Г. Олимпиоса и в нарушение приказа, подвыпивший В. Каравиас повёл свой конный отряд против лагеря осман у Драгашан, провоцируя их на бой. По разным источникам число всадников Караваса не превышало 800.
Турки вскоре убедились в малочисленности отряда Карависа и окружили его.
Священный отряд, возглавляемый Николаем Ипсиланти, насчитывавший 375 человек поспешил на выручку, но неожиданный отход Каравиаса оставил Отряд без поддержки кавалерии. Не успев выстроится в каре, Отряд был рассечён османской конницей на две части. Бой был упорным и кровопролитным: все сотники, знаменосец Отряда, 25 офицеров и 180 рядовых пали на поле боя, 37 рядовых были взяты в плен и посланы в Константинополь, где и были обезглавлены:А-426.
К концу боя подоспел Олимпиос, спасший остальных 133, в том числе командира Отряда Николая Ипсиланти и адъютанта А. Цакалофа. Было спасено знамя Священного отряда. Современный английский историк Дуглас Дакин пишет, что выжившие Священного отряда обязаны своей жизнью мужественной контратаке Олимпиоса:70.
В последнем приказе от 8 июня 1821 года, Ипсиланти обращаясь к своей армии упоминает добрым словом лишь офицеров и рядовых Священного отряда и отмечает их самопожертвование:

«Вы же тени настоящих эллинов и Священного отряда, павшие жертвами предательства но ради благополучия Отечества, примите через меня признание своих единородцев! В скором времени обелиск будет возведён, чтобы увековечить ваши имена…»:А-428.

В том же обращении, Ипсиланти предал «проклятию греков соплеменников нарушившего клятву и предателя Савву (Фокианоса)», первым среди проклинаемых им персон:A-428.

### Конец Фокианоса и его кавалерийской тысячи
Фокианοс, с верной ему тысячей греческих и сербских всадников, преследовал остатки армии Ипсиланти.
В монастыре Козиа он блокировал капитана Диамантиса с немногими бойцами и гарантировал им жизнь. Однако сразу после их сдачи, отправил их в Константинополь, где им отрубили головы.
После чего он осадил безымянного сербского архимандрита с 300 бойцами в ущелье Колчи.
Гетеристы дали бой и прорвались в австрийскую Трансильванию.
Но австрийцы выдворили их назад, на османскую территорию, где архимандрит был взят в плен, отослан в Бухарест и казнён.
Кехая бей отозвал Фокианоса в Бухарест, для «награды победителей».
Фокианос был счастлив.
Оставив 400 всадников для пограничной службы, 6 августа, во главе 600 всадников, Фокианοс вступил в Бухарест.
7 августа, Фокианос и 27 всадников прибыли в особняк, где располагался Кехая бей.
25 всадников остались во дворе, Фокианос, в сопровождении двух, поднялся к Кехая бею, но не дошёл, будучи пристреленным вместе с двумя соратниками в коридоре особняка:A-442.
Оставшимся во дворе удалось лишь дорого продать свою жизнь.
В ходе боя на улицах города, турки отсекали головы как убитым людям Фокианоса, так и жителям Бухареста.
Кехая бей, просчитав, что количество принесённых ему голов стало превышать число людей Фокианоса, приказал прекратить резню, «не потому что насытился кровью, но из экономии»:A-443.
Головы Фокианоса и его двух соратников были отправлены в Константинополь

## Начало восстания в Греции
23 марта, в день, когда патриарх предал анафеме Ипсиланти и революцию, греческие повстанцы, в основном маниоты, вошли без боя в столицу Мессении, город Каламата. Возглавляли их Петрос Мавромихали (Петробей) и Теодорос Колокотронис. Был образован Сенат Мессении во главе с Мавромихалисом. От имени Сената Мавромихалис обратился к христианским правительствам с заявлением, что греки отныне снова свободны и предпочтут смерть, если им будут навязывать турецкое ярмо.
В сражениях последующих месяцев повстанцы следовали излюбленной тактике клефтов в пешем строю, но благодаря трофеям стали создаваться предпосылки создания кавалерийских отрядов. Так в сражении при Василика 25 августа повстанцы захватили 800 коней:В-136.
При взятии Триполицы 23 сентября (5 октября) 1821 года было взято большое количество оружия, но коней было немного, как следствие голода пережитого осаждёнными османами.

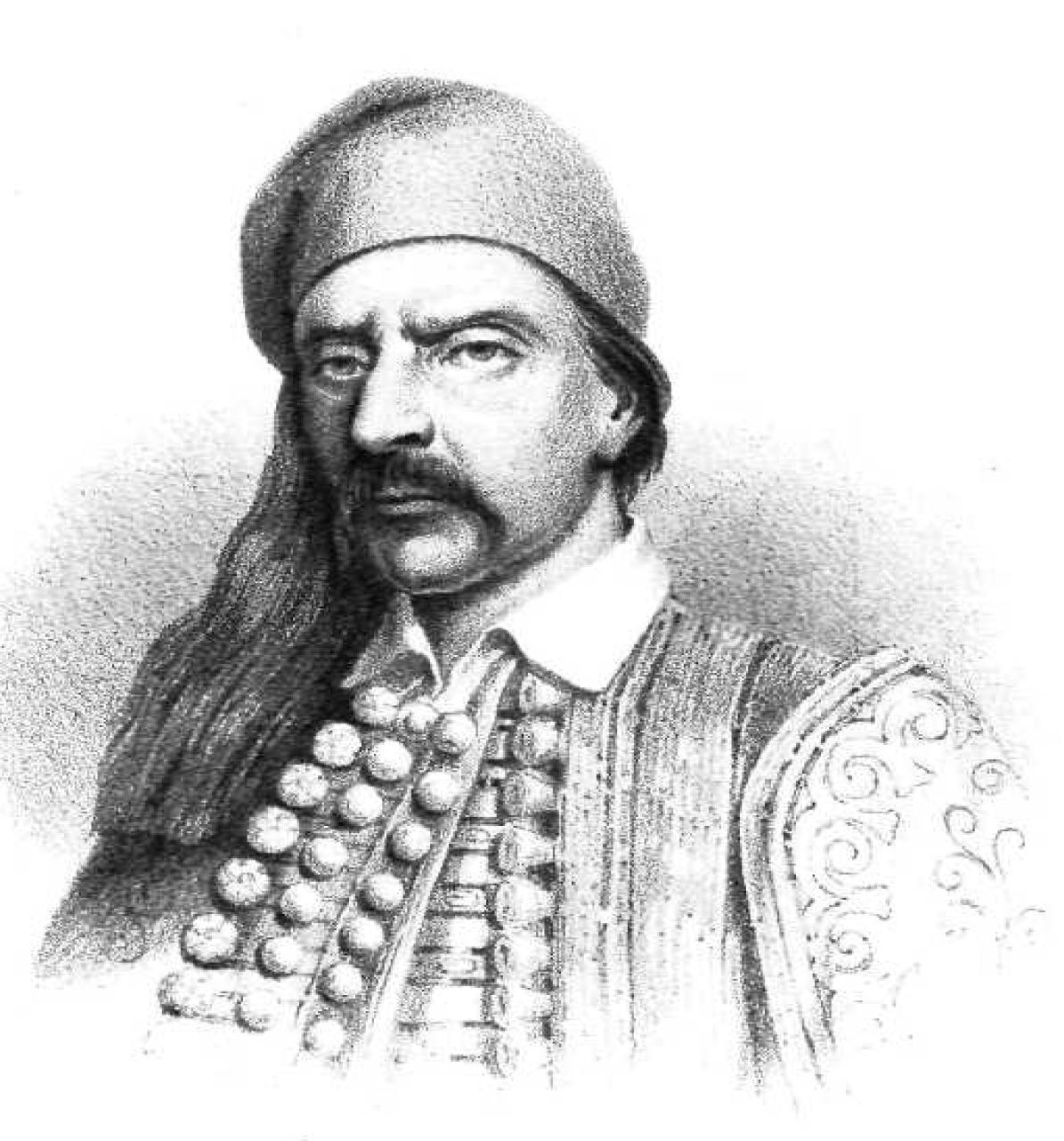
Христос Дагович (Хадзихристос)

Среди пленных было и большое число конюхов христиан, в числе которых был и белградский болгарин Кристе Дагович.
Кристе, по одним данным, сам перешёл на сторону греков, по другим — спас свою жизнь, целуя крест перед военачальником Никитарасом:В-236.
Кристе возглавил кавалерийский отряд из освобождённых и добровольцев — сербов и болгар и впоследствии, под именем Хадзихристос в силу своих перипетий, внёс заметный вклад в становлении греческой иррегулярной кавалерии, а затем, после египетского плена и возвращения в Грецию, в становлении регулярной кавалерии.
Во главе своего отряда в 1822 году Кристе принял участие в сражении при Куртеса (Коринфия).
В феврале 1822 года небольшой кавалерийский отряд оказывал содействие силам Одиссея Андруцоса в его безуспешной осаде города Каристос.
Осада была прекращена 15 февраля, в силу внутригреческих политических конфронтаций.

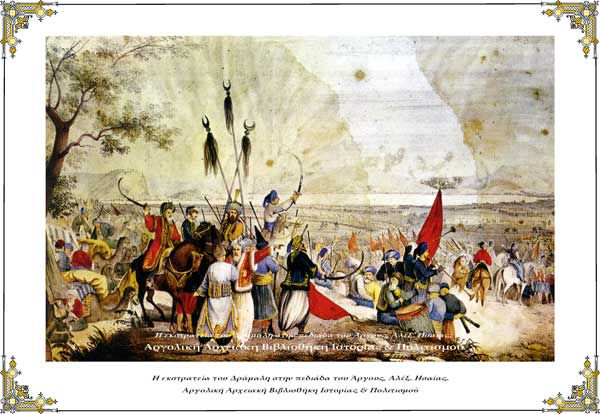
Художник Александрос Исайас, «Экспедиция Драмали — паши в Аргос»

Но этапом для становления кавалерии повстанцев стало вторжение на Пелопоннес в июле — августе 1822 года Драмали — паши, чья армия в 40 тысяч человек на 3/4 была при конях, хотя кавалерия как таковая насчитывала 8 тысяч клинков.
В результате разгрома Драмали-паши при Дервенакии 26 июля (8 августа) — 28 июля (10 августа) 1822 года, в котором принял участие небольшой отряд кавалеристов Хадзихристоса, в руки повстанцев попало огромное количество трофеев, включая коней.

## Регулярная кавалерия восставшей Греции
Законодательной датой рождения кавалерии новой Греции является, 1 апреля 1822 года, когда, через год после начала революции, временный парламент в Коринфе принял закон (Η' Νόµος) о создании регулярной армии.
Среди прочего закон предусматривал в составе регулярной армии кавалерийского корпуса (части), который подразделялся на Тяжёлую и Лёгкую кавалерию.
Это подразделение, полностью соответствовала существовавшим тогда для этого рода войск военным догмам, согласно которым Тяжёлая кавалерия была главной ударной силой на поле боя, в то время как Лёгкая кавалерия использовалась в основном для прикрытия и разведки.
Однако в том что касается кавалерии, закон (Η' Νόµος) от 1 апреля 1822 года длительное время оставался неосуществлённым, в силу отсутствия подготовленного персонала, но и необходимых средств.
В 1825 году командование регулярного корпуса (полка) революционной греческой армии было передано французскому филэллину, полковнику Ш. Фавье.
В составе регулярного корпуса (полка) армии, в Афинах был создан корпус (соединение) кавалерии (Σώµα Ιππικού) который состоял из трёх ил — копьеносцев (пики) (Λογχιστών), карабинеров (Καραβινοφόρων) и пеших (Ανίππων), по 80 человек в каждой.
В этом корпусе Тяжёлую кавалерию представляла ила копьеносцев, Лёгкую ила карабинеров.

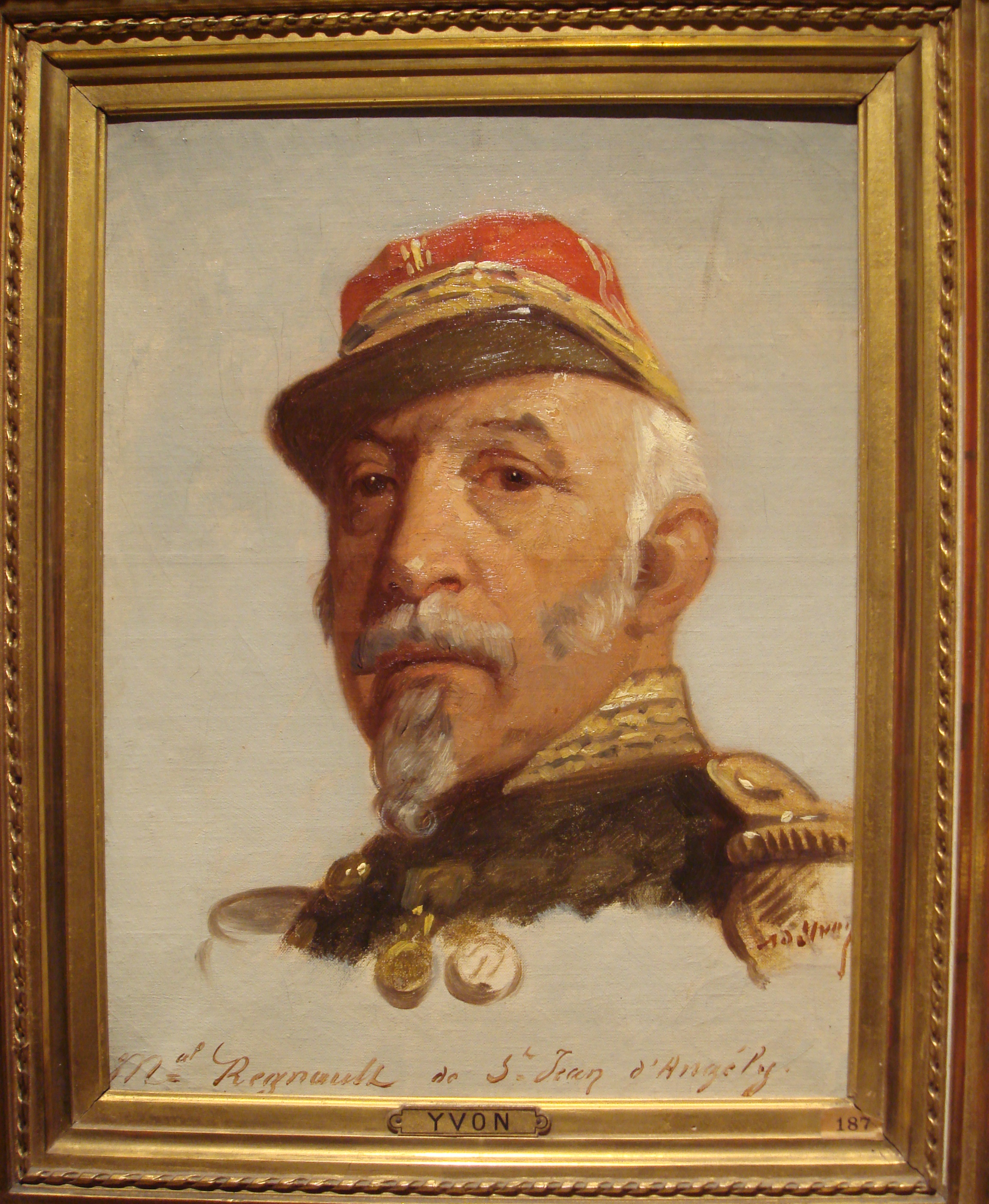
Реньо де Сен-Жан д’Анжели. Портрет работы художника Адольфа Ивона.

Командиром первой регулярной кавалерийской части возрождающейся Греции стал француз эпилархос (Επίλαρχος — майор кавалерии) Реньо де Сен-Жан д’Анжели, который впоследствии стал маршалом Франции.
С материальной точки зрения положение кавалеристов было более привилегированным по сравнению с солдатами других родов армии. Кроме рациона им полагалась месячная сумма в 25 грошей, против 20 артиллериста и 16 пехотинца.
После того как восставшая Греция обеспечила британский заём, греческая кавалерия заказала в Англии 500 английских кавалерийских мундиров и оружие для того же числа кавалеристов.
Новые мундиры стали использоваться с августа 1826 года.
Базой кавалерии первоначально был Нафплион.
С октября 1825 года база регулярной кавалерии была переведена в Афины.

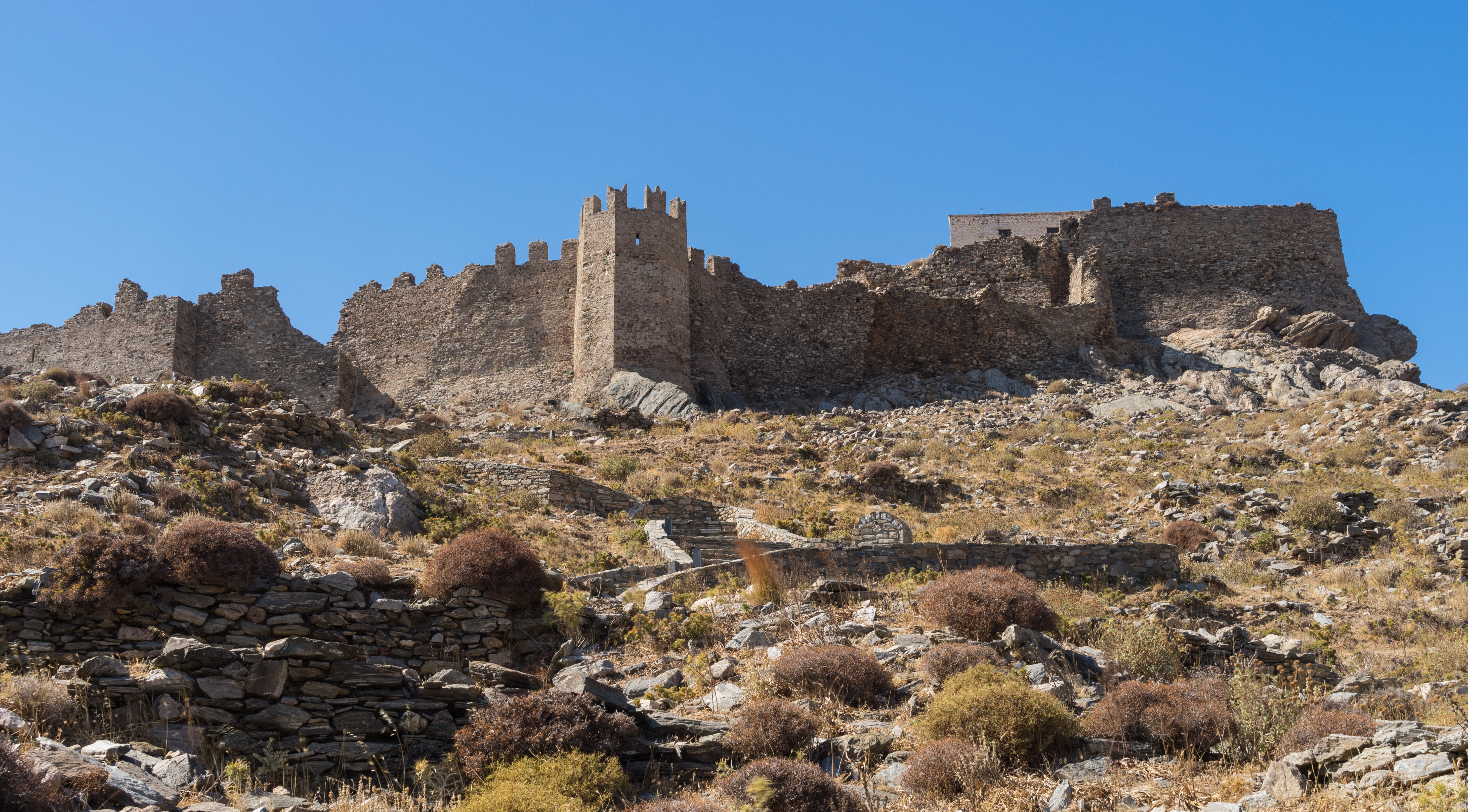
Крепость города Каристос, остров Эвбея.

В конце февраля -начале марта 1826 года, кавалерия приняла участие во второй, и также неудачной, осаде Каристоса, которую предпринял регулярный полк полковника Фавье.
Кампания была произведена при неблагоприятных погодных условиях и при полном отсутствии снабжения кавалерии со стороны правительства.
Действия кавалерии в кампании были отличными, но были омрачены утерей боевого знамени.
Игумен знаменосец кавалерии был окружён турками в ходе кавалерийской атаки.
Не располагая другим средством обороны от окруживших его турок, игумен стал бить их древком знамени, используя его как копьё.
Знаменсец был зарублен и умер на знамени у позиции Лико́рревма.
Однако несмотря на героическую смерть знаменосца, потеря знамени в этой кампании стала причиной того, что в течение нескольких десятилетий после этого эпизода греческой кавалерии было отказано в праве иметь собственное боевое знамя.
Кроме этого, разочарованный неудачей майор Реньо, после возвращения экспедиционного корпуса в Среднюю Грецию, подал в отставку и вернулся во Францию.

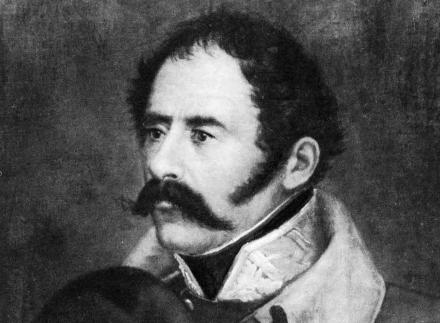
Антонио Алмейда.

Командование кавалерией принял португальский филэллин Антонио Алмейда.
Во главе регулярной кавалерии и в звании полковника Алмейда отличился в 1826 году у города Триполи, Пелопоннес, разгромив колонну регулярной египетской армии Ибрагима-паши.
В марте 1827 года кавалерия Алмейды воевала под командованием Караискакиса в Аттике.
В октябре-ноябре 1827 года кавалерийский отряд Алмейды принял участие в неудачной экспедиции Фавье на остров Хиос:Δ-47.

## Иррегулярная кавалерия

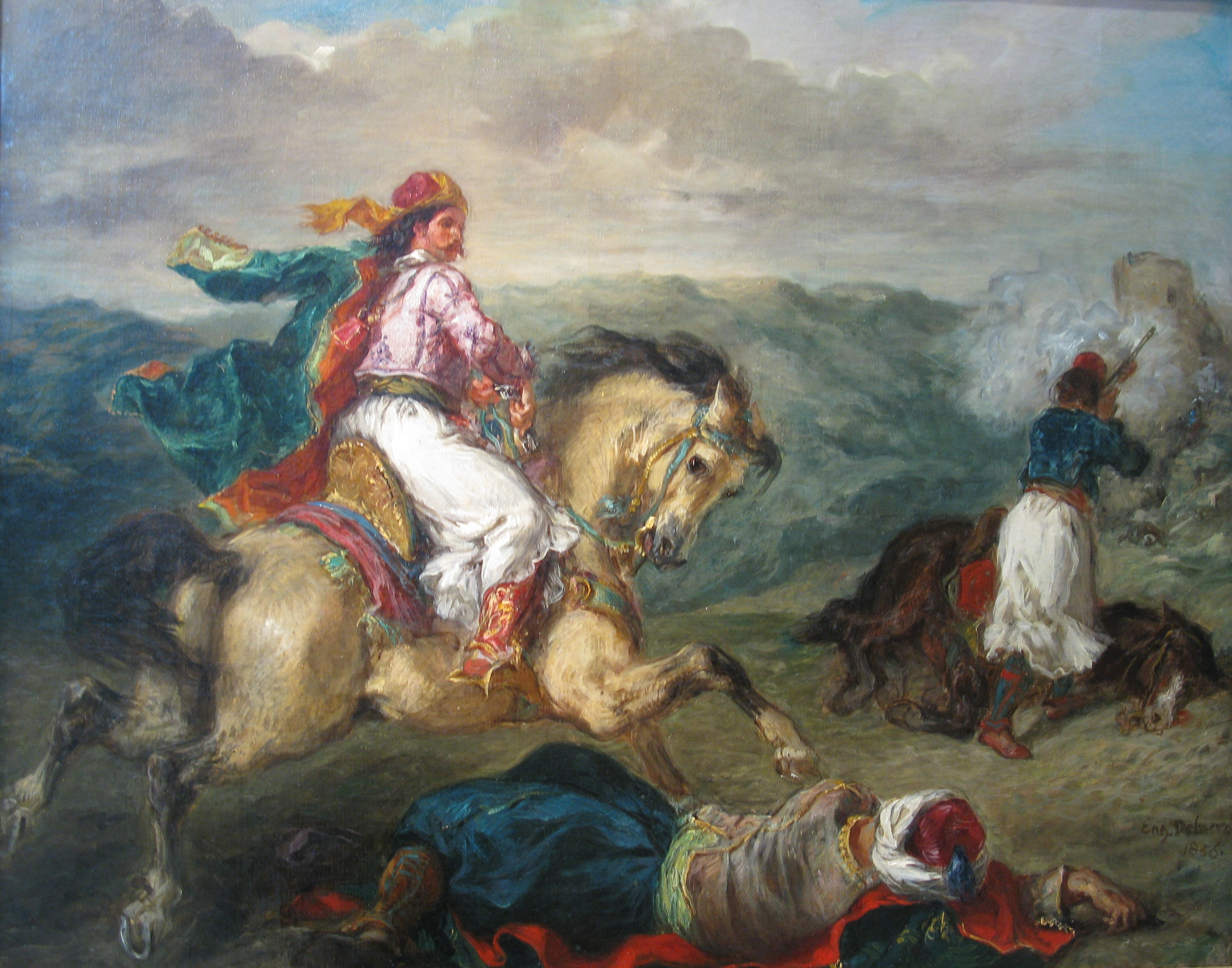
«Греческий всадник», романтическая картина Эжена Делакруа.

Несмотря на принятие решения о создании корпуса регулярной кавалерии, на всём протяжении войны, параллельно с регулярной, продолжали действовать и отряды иррегулярной кавалерии.
Эти отряды именовались по именам их командиров — Хадзихристоса, Хадзимихалиса и др.
Получив 200 трофейных коней и трофейные пики, Хадзихристос организовал отряд в 200 всадников, в основном из греков македонян и освобождённых конюхов болгар и сербов.
В 1824 году отряд Хадзихристоса принял участие в греческой междоусобице на стороне правительственных войск.
В 1825, в начале высадки египетской армии на Пелопоннес, отряд Хадзихристоса принял участие в сражении при Кремиди, закончившемся поражением повстанцев.
Приняв участие в обороне Наварина, при прорыве осаждённых Хадзихристос попал в плен и был вывезен в Египет, где оставался на положении раба до 1828 года. Был обменян на турецких и египетских пленных, и получив звание иппархос (Ίππαρχος — полковник кавалерии) вернулся в кавалерию.

### Сотня Хадзимихалиса — Дросулитес

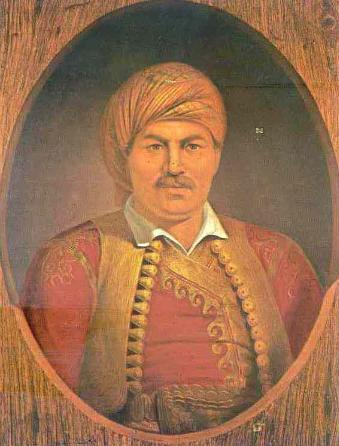
Хадзимихалис в турецкой чалме. Работа неизвестного автора. Национальный исторический музей Греции.

Деятельность и героическая гибель конного отряда Хадзимихалиса ушла в другое измерение и стала легендой.
Эпирот Михалис Далианис, с началом Греческой революции вернулся в Грецию из Триеста, где он проживал.
Привезя с собой груз оружия и деньги, Хадзимихалис организовал и содержал свой кавалерийский отряд.
13 июня 1825 года он принял участие в Лернейской битве:Г-103 вместе с И. Макрияннисом и К. Мавромихалисом.
В августе 1825 года, во главе своих 80 всадников принял участие в бою при Алониста.
В марте 1826 года, вместе с Н. Криезотисом, черногорцем Мавровуниотисом и С. Лиакопулосом, высадился под Бейрутом, посланный греческим правительством в помощь эмиру Ливана Баширу. Однако когда греческие повстанцы высадились в Ливане, оказалось что эмир продолжал сотрудничать с османами.
С боем греческим повстанцам удалось добраться до кораблей и вернуться в Грецию.
По возвращении отряд Хадзимихалиса был направлен под Каристос, где оказал содействие регулярным частям Фавье при их отходе.
В августе 1826 года Хадзимихалис, во главе своего конного отряда, примкнул к силам Георгия Караискакиса:Г-284.
В ноябре, под командованием Караискакиса, принял участие в походе в Среднюю Грецию:Г-309, после чего принял участие в конной атаке в начале Битвы при Фалероне, в ходе которой Караискакис был смертельно ранен:Г-353.
В январе 1828 года Хадзимихалис со своей сотней кавалеристов был отправлен морем на Крит.
Далианис вместе с 600 пехотинцами и 100 кавалеристами высадился первоначально на островке Грамвуса, и через два месяца направился в Сфакью, центр революции на Крите.
Жители Сфакьи, подобно обитателям пелопоннесской Мани, только номинально признавали власть осман. С оружием в руках они отстаивали свою свободу в ряде критских восстаний.
Хадзимихалис прибыл в Сфакью 4 марта, но сфакиоты, воевавшие непрерывно 7 лет, не проявили энтузиазма и советовали ему уйти, чтобы не провоцировать осман. На слова Хадзимихалиса «не переживайте, пусть придут и 50 тысяч турок, вы увидите как воюем мы в Румелии», сфакиоты отвечали, что грекоязычные Критские мусульмане воюют лучше турок, которых знал Хадзимихалис. Хадзимихалис со своими бойцами и немногими критянами взял Франгокастелло, венецианскую крепость XIV века, на побережье Ливийского моря.
Мустафа Наили-паша, проводя осторожную политику, заявил выступая из Ханья, что его целью являются только пришельцы. Не получив поддержки от критян, Хадзимихалис решил опередить события. 8 мая он со своей кавалерией и немногими критянами атаковал силы Османа-паши, вышедшего из Ретимнон на соединение с Мустафой и одержал победу. Осман-паша ушёл за стены Ретимнона, а Хадзимихалис вернулся во Франгокастелло.

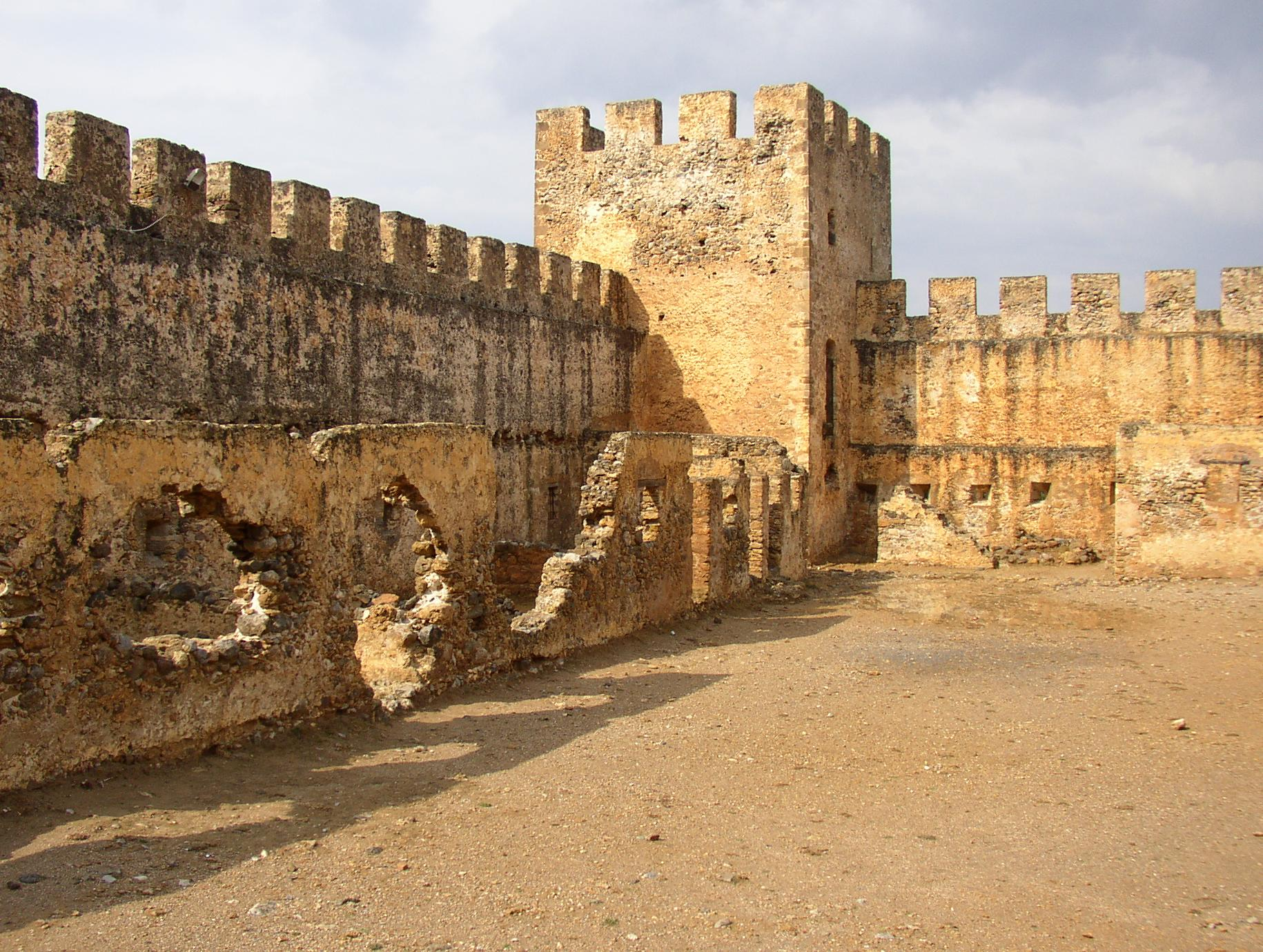
Франгокастелло.

Мустафа обратился к Хадзимихалису, которого он знал по Константинополю, с письмом, требуя капитуляции. Он также написал письмо сфакиотам, информируя их, что Сфакья не является целью его похода и просил их не вмешиваться.
Мустафа Наили-паша выступил с османо-албанскими силами (8000 пеших и 300 всадников) 13 мая 1828 года.
16 мая он разбил лагерь в получасе от Франгокастелло. Хадзимихалис располагал 660 бойцами, его кавалерия насчитывала 60 всадников.
Он принял рискованное решение дать бой перед крепостью. 18 мая он получил письмо от сфакиотов, которые советовали оставить крепость и занять позицию в горах. Хадзимихалис ответил: «Благодарю сфакиотов за то, что они жалеют нас. Советую им перехватывать в ущельях разбежавшихся коней паши». На повторное письмо своего друга Мануселиса, Хадзимихалис ответил: «Пусть подымется на самую высокую вершину и смотрит как мы воюем».
18 мая Мустафа атаковал бастионы возведённые Хадзимихалисом вне стен. Бастион его адъютанта К. Аргиокастритиса был взят османами. Из 123 защитником в живых осталось пятеро. Видя это, защитники других бастионов стали отходить к крепости, Хадзимихалис с кавалерией атаковал турок, чтобы дать возможность отступавшим уйти за стены. У крепостных ворот шёл рукопашный бой. Ворота не закрывались и защитники крепости стали убивать мулов и завалили ворота их тушами. Хадзимихалис, видя что не может войти в крепость, галопом попытался пройти через строй османов, был окружён, но не сдался. Погиб в бою, где был убит и его конь. Отрубленную голову Хадзимихалиса османы принесли Мустафе, но бакшиша не получили, поскольку Мустафа хотел заполучить Хадзимихалиса живым. В этом бою погибло 338 греков, среди них почти все кавалеристы Хадзимихалиса
Мустафа потерял 800 человек.
Историк Коккинос ставит бой у Франгокастелло в один ряд с другими Леонидовыми сражениями той войны: Битвой при Аламане Афанасия Дьяка, Битвой при Карпениси Маркоса Боцариса и битвой при Маньяки Папафлессаса:Δ-59.
Оставшиеся в живых защитники крепости оборонялись ещё неделю. Большинство защитников были из Эпира. Некоторые из них знали албанский язык и вели переговоры со стен с албанцами Мустафы. Албанцы и сам Мустафа с симпатией отнеслись к «землякам». 25 мая Мустафа позволил осаждённым уйти с оружием в руках.
Позже Мустафа выслал дочери Хадзимихалиса бумаги, найденные при нём, и его сломанный в бою меч, который ныне хранится в Национальном историческом музее.
События у Франгокастелло и жертва Хадзимихалиса и его кавалеристов настолько впечатлили критян, что стали источником рассказов о видениях. Каждый год в конце мая, до восхода солнца и испарения росы, в районе Франгокастелло видят тени, похожие на людей. Этот оптический феномен, который продолжается до 10 минут, критяне связывают с боем у Франгокастелло, поскольку он совпадает с датой боя.
Явление получило различные интерпретации, однако критяне верят, что это души погибших.
Явление получило название Дросулитес (греч. Δροσουλίτες, от Δροσιά — роса)
Гибель Хадзимихалиса и его бойцов нашла отражение во многих народных песнях Крита:Δ-60.

### Кавалерист поневоле
Многие участники Освободительной войны становились кавалеристами по стечению обстоятельств, на короткий период или в ходе считанных боёв.
Один из самых характерных примеров — пример второго по значимости военачальника той войны после Т. Колокотрониса, военачальника Г. Караискакиса.
Памятники этому военачальнику установлены по всей Греции и почти везде он изображён верхом на коне.
Но Караискакис не был кавалеристом и происходил из клефтов.
Этот «Ахиллес современной Греции», как его именует поэт К. Паламас, был незаконным сыном клефта Димитриса Караискоса и соблазнённой им монашенки монастыря, где этот клефт остановился ночевать.
Д. Фотиадис характерно пишет, что это соблазнение было «благославленным часом для Греции»:17.
Беременная монашенка была изгнана из монастыря, родила сына в пещере и прожила с ним там многие годы.
Это наложило отпечаток на характер Караискакиса, но и подорвало ему здоровье с детского возраста.
Пройдя трудный жизненный путь клефта-арматола, проявив свои способности военачальника в первые годы Греческой революции, Караискакис летом 1826 года стал главнокомандующим повстанческих сил Средней Греции, которая к этому времени вновь была закабалена турками:291.
В октябре 1826 года, начав поход по освобождению Средней Греции, главнокомандующий Караискакис был тяжело болен, обострился туберкулёз которым он страдал многие годы:317.
Караискакис выступил в поход 25 октября во главе 2500 бойцов. Поскольку он не мог ходить по горным тропам, бойцы несли его на носилках.
28 октября, в ходе налёта турецкой кавалерии на колонну, больной и с трудом стоящий на ногах. Караискакис запрыгнул на первого попавшегося коня и впервые в своей жизни возглавил кавалерийскую атаку немногочисленных групп кавалеристов Никитараса, Панурьяса, Султаниса и Димитриоса Каллергиса.
Одержав победу в кратковременном бою и познав преимущества кавалерийской атаки, больной Караискакис впредь и до своей гибели возглавлял атаки только верхом на коне:318.
Ещё до начала похода, в августе 1826 года, Караискакис попросил Колокотрониса, чтобы тот выслал ему в помощь отряд иррегулярной кавалерии.
Колокоторонис выслал отряд Хадзимихалиса, который прибыл в расположение Караискакиса в ноябре:322.
Сразу по прибытии кавалерии, Караискакис попытался ложной атакой и отходом спровоцировать турок выйти за бастионы городка Домбрена. Однако входе вылазки, Я. Султанис, не поняв манёвра, попытался остановить отход и был окружён турками.
Караискакис и П. Какламанос с 5 кавалеристами бросились на спасение Султаниса, но сумели лишь отбить тело погибшего:325.
Последовала блестящая победа Караискакиса при Арахове, на этот раз без кавалерийских подвигов главнокомандующего.
Завершив поход, в марте 1827 года Караискакис подошёл к Мегара, где в последовавшем бою возглавил атаку своей немногочисленной кавалерии, в которой отличился Х. Хадзипетрос, в будущем один из самых известных кавалерийских офицеров Греческого королевства:383.
В апреле 1827 года и перед началом Битвы при Фалероне, в одной из своих непредвиденных и им самим кавалерийских атак, Караискакис забыл свою саблю и бил турок прикладом своего ружья:437.
Он погиб в ходе спровоцированной и незапланированной им кавалерийской атаки:
Утром 22 апреля неожиданно началась перестрелка в плавнях Фалера, где позиции держали островитяне, под командованием шотландца Д. Уркварта.
До сих пор не получены ответы на вопросы — почему в этот день англичане расщедрились на вино солдатам, почему Уркварт не остановил подвыпивших бойцов от несанкционированного боя.
Пьяная переделка переросла в бой. Турки бросили в бой подкрепления. Островитян бросился спасать Никитарас, но после его ранения греки отступили. Верхом на коне прибыл Караискакис и с немногочисленной кавалерией гнал турок к устью реки Кифисос. Здесь Караискакис был тяжело ранен в живот. Он сошёл с коня и обращаясь к Тзавеласу сказал: «Об одном прошу тебя, не подпускай ко мне врача франка (то есть западно-европейца)».
Караискакиса подняли на голет «Спартанец». Здесь его навестили два его соратника, которым он сказал получившие в дальнейшем огласку слова: «Я знаю виновника, если выживу отомстим». Историк Фотиадис пишет:

«Заговор, привёдший к убийству Караискакиса, был исполнен в лучших традициях Британской империи»:Г-330

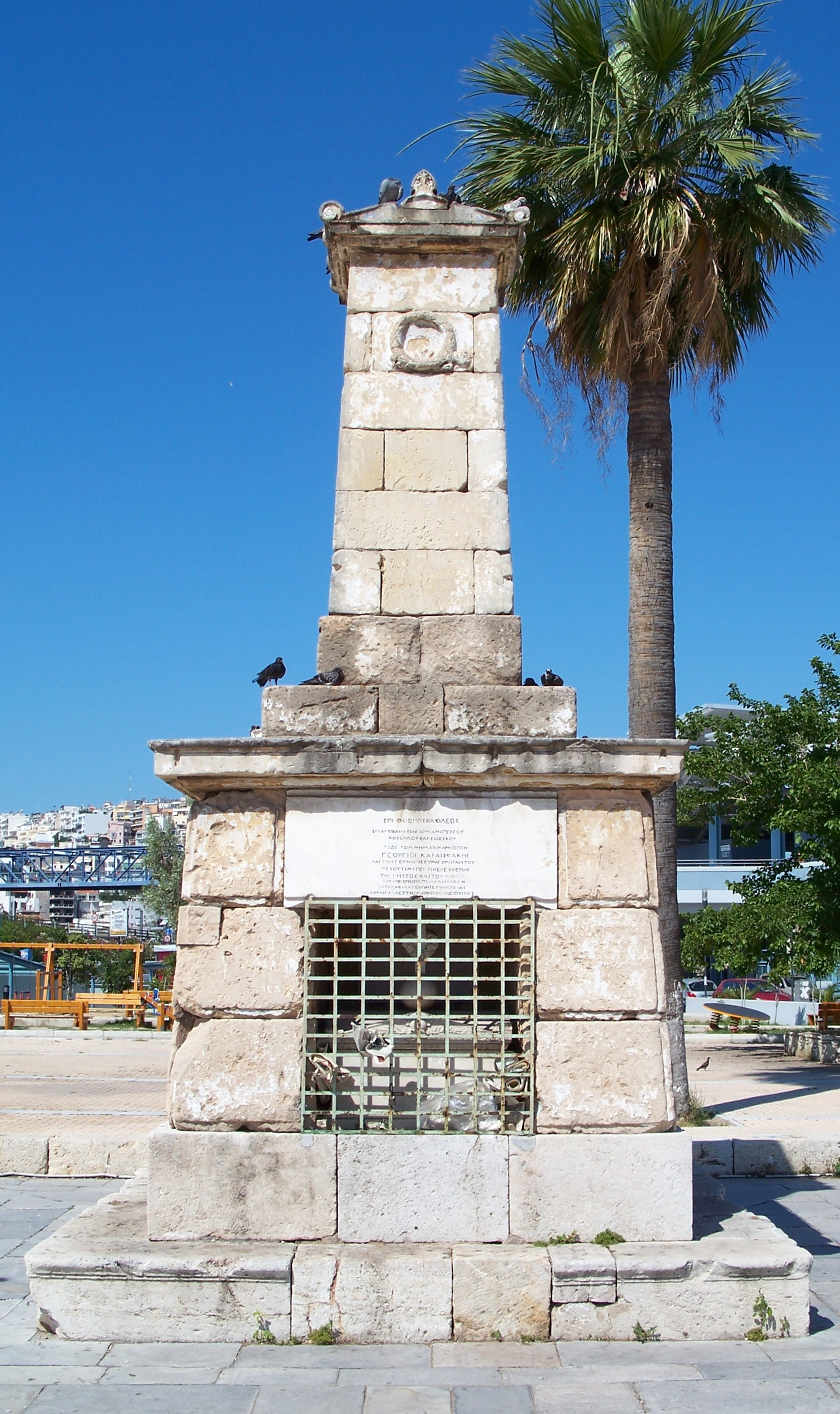
Памятник Караискакису в Фалероне.

Караискакис умер утром 23 апреля. В дальнейшем его останки были перезахоронены на месте, где он раненным сошёл с коня, перед сегодняшним стадионом пирейского футбольного клуба Олимпиакос, несущим его имя.
Сразу после смерти Караискакиса последовала Битва при Фалероне, в которой повстанцы ведомые, а точнее руководимые с расстояния англичанами Кохрейном и Чёрчем, потерпели самое большое поражение на протяжении всей войны.
Лагерь повстанцев распался, Средняя Греция в очередной раз перешла под османский контроль, что удовлетворяло британским стремлениям не допустить включения Средней Греции в воссоздаваемое греческое государство:244.

## Прибытие Каподистрии

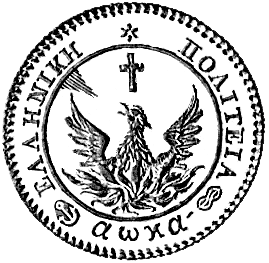
Герб (Феникс) Греческого государства И. Каподистрии.

Граф Иоанн Каподистрия, бывший министр иностранных дел России и первый официальный правитель воссоздаваемой Греции, высадился в Нафплионе 8 января 1828 года:Δ-18, а 9 января прибыл на остров Эгину.
При ознакомлении с делами государства, секретарь (министр) финансов Лидорикис заявил Каподистрии «у нас нет не только денег, но и казны как таковой».
В свою очередь, военный министр А. Влахопулос заявил «у нас нет армии, нет боеприпасов, нет ничего в том что касается моего министерства»:Δ-38.
На момент прибытия Каподистрии повстанцы удерживали лишь несколько островов, Нафплион, восточный Пелопоннес, Мани, Элефсис и небольшой регион на западе Средней Греции:Δ-41.

### Реорганизация армии
Кроме того что армия испытывала недостаток во всём необходимом, она состояла из множества немногочисленных, разношёрстных и недисциплинированных отрядов.
Командиры этих отрядов именовали себя «генералами» и часто не подчинялись указаниям правительства.
Одним из первых шагов Каподистрии стала реорганизация этой иррегулярной армии, которую он разбил на тысячи.
«Генералы» были понижены в тысячники, что встретило сопротивление:Δ-42.
С прибытием Каподистрии Алмейда стал инспектором регулярной кавалерии и ему была поручена реорганизация этого рода войск.
В 1828 году, мундиры кавалеристов были заменены на подобные французским по инициативе баварца полковника К. Гайдека, который сменил Фавье в должности командира корпуса (полка) регулярной армии.
В 1829 году греческая кавалерия состояла из 4 ил — двух ил копьеносцев и двух ил карабинеров, и базировалась в городе Аргос.
После того как Алмейда стал инспектором кавалерии, на должность командира кавалерии был назначен полковник Хадзихристос (Дагович), происходивший из иррегулярной кавалерии.
Перед своим назначением Хадзихристос находился в плену в Египте и был выкуплен.

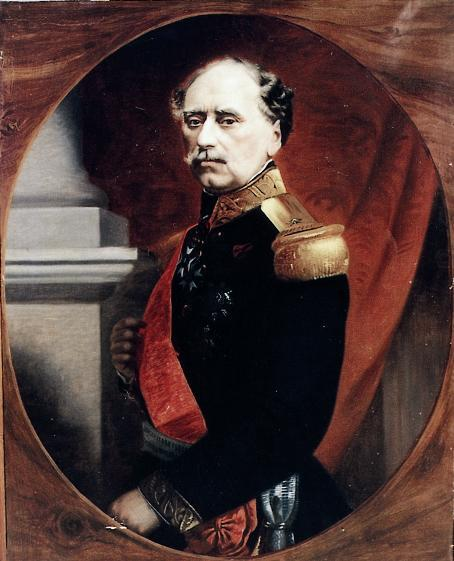
Димитриос Каллергис

Заместителем Хадзихристоса стал Димитриос Каллергис.

### Действия кавалерии на последнем этапе войны
Не сумев предотвратить Греческую революцию которая нарушала статус установленный Священным союзом, Великие державы стали ориентироваться на создание маленького автономного греческого государства, аналогичного Дунайским княжествам.
При этом границы этого государства не должны были выходить за пределы Пелопоннеса. Особенно усердной в этом вопросе была Британская империя.
Посланные для утверждения мира в регионе, эскадры Великих держав препятствовали греческим операциям на Хиосе и Крите.
На момент прибытия Каподистрии в страну, Средняя Греция вновь перешла под османский контроль и её освобождение стало одной из основных военно-политических задач Каподистрии, с тем чтобы поставить европейскую дипломатию перед свершившимся фактом.
14/26 апреля 1828 года Россия объявила туркам войну, что согласно Каподистрии стало «гарантией исполнения наших надежд».
Одновременно, 30 мая Россия предоставила Греции заём в 1.500.000 рублей:Δ-413, который Каподистрия использовал для отвоевания Средней Греции.
Это вызвало возмущение британской дипломатии, которая заявила что отвлекая силы осман Каподистрия продолжает работать на Россию:Δ-81.
Осенью 1828 года, несмотря на протесты англичан, греческие войска начали кампанию по освобождению восточной части Средней Греции:Δ-106.
28 октября тысяча Диовуниотиса и кавалерийский отряд Папазоглу одержал победу над османами при Левадии. 5 ноября гарнизон города сдался:Δ-107.
Однако 14 декабря из Ламии выступил Махмуд паша с 6 тысячами пехотинцев и 600 всадниками, что вынудило Диовуниотиса и его тысячу отступить.
Лишь Папазоглу и его 48 всадников оказали сопротивление и дали возможность жителям окрестных деревень спастись:Δ-109.
Наступившая зима стала союзницей греков и 8 февраля 1829 года Махмуд паша и его армия вернулись в Ламию.
На западе Средней Греции, 10 марта 1829 года, К. Дзавелас и кавалерия Хадзихристоса осадили прибрежную крепость Антирио.
После того как к крепости подошли и греческие корабли, албанский гарнизон крепости сдался и, получив «бесу» (греко-албанское слово чести) был перевезён на греческих кораблях в Авлону:Δ-112.
15 марта пехотинцы Дзавеласа и всадники Хадзихристу осадили Навпакт, который турки сдали 17 апреля.
После чего 2 мая решил сдаться турецкий гарнизон города и крепости Месолонгиона. Турки игнорировали прибытие британского фрегата «Мадагаскар», пытавшегося прервать сдачу, и не стали отменять своего решения:Δ-114.
Следуя букве Лондонского протокола 10/22 марта 1828 года, англичане требовали чтобы греческие войска вернулись на Пелопоннес
Их дипломатический демарш был подкреплён протоколом Великих держав принятым сразу после начала кампании греческих сил в Средней Греции 4/16 ноября 1828 года, который вновь ограничивал будущие границы греческого государства Пелопоннесом:Δ-120..
Тем временем и несмотря на надежды российского императора Николая I завершить войну в 1828 году, исход войны ожидался не раннее весны 1829 года.
Весенняя кампания русской армии была более успешной, Дибич перешёл Балаканы:Δ-148 и 7/19 августа встал перед Адрианополем и принял капитуляцию османского гарнизона.
В последовавшем Адрианопольском мирном договоре, среди 16 параграфов, параграф № 10 касался греческого вопроса, в котором Османская империя признавала Лондонские договоры 1827 и 1829 годов, что означало признание турками греческого государства:Δ-156, которое однако оставалось под османским сюзеренитетом:Δ-157.

## Последние бои — Петра
Каподистрия поручил освобождение восточной Средней Греции Дмитрию Ипсиланти, дав ему звание маршала (!).
До мая 1829 года Д. Ипсиланти освободил почти всю восточную Среднюю Грецию, кроме Фив и Аттики и вёл военные действия на дороге связывающей Фивы и Халкиду, которую удерживали османы.
На помощь подошёл Хадзихристос со своей кавалерией.
Сбор урожая приобрёл для турок региона Халкиды первоочерёдную важность и 10 июня, когда они начали собирать свой урожай, 156 кавалеристов Хадзихристоса и 300 пехотинцев начали преследовать турок на полях. Хотя турок было в 3 раза больше, они были разрознены и побежали. Подоспели турецкие подкрепления из Эвбеи. В бою погибли около 100 турок и 16 были взяты в плен:Δ-159.
21 июня 500 турок безуспешно атаковали греческие позиции в Мавровуни.
23 июня войска Ипсиланти нанесли поражение трёхкратным силам турок. В ходе этого сражения, кавалеристы Хадзихристоса победили в кавалерийском бою многократные силы турецкой кавалерии:Δ-159.
В середине июля отряд добровольцев из разных частей Ипсиланти и 120 кавалеристов под командованием Костаса Сирписа (Хадзихристос отсутствовал) устроили туркам засаду в Месовуни. Прождав без результата всю ночь, они обнаружили утром что турецкий обоз обошёл Мавровуни и шёл по равнине в Пири.
Тогда 70 кавалеристов Сирписа, посадив на своих коней 50 пехотинцев, ринулись на обоз на равнине. Но на атаковавших обрушились 300 турецких кавалеристов и 600 пехотинцев.
Кавалеристы и пехотинцы Сирписа потеряли 60 человек убитыми и 70 раненными:Δ-160.
Через несколько дней, 500 греческих пехотинцев и кавалерия Хадзихристоса устроили засаду в том же месте.
30 греческих пехотинцев появились перед турецкой колонной в качестве наживки.
Преследуя их турецкая колонна подверглась атаке ожидавших в засаде греков и потеряла убитыми около 150 и раненными около 200 человек:Δ-160.
Однако турецкое командование в восточной Средней Греции непрерывно получало указания о переброске сил на север, против наступавшей русской армии.
Получив информацию о выходе трёх колонн османских войск на север, Ипсиланти перекрыл им дорогу у села Петра.
Кавалерия расположилась западнее села Спалинари, к западу от Петры:Δ-164.
Возглавляемые Хадзихристосом и под генеральным командованием Дмитрия Ипсиланти, 130 кавалеристов приняли участие в победном сражении при Петра в сентябре 1829 года, ставшем последним сражением Греческой революции.
Греческие кавалеристы отбили все атаки превосходящих турецких кавалерийских сил.
14 сентября турки подписались под всеми греческими условиями, включая территориальные уступки в Средней Греции, лишь бы пропустили.
Ни греки, ни османы не знали, что всё было окончено 10 днями раннее подписанием Адрианопольского мира:Δ-167.
Греческие историки пишут что у сражения при Петре был свой символизм: Александр Ипсиланти начал Освободительную войну в 1821 году, его брат, Дмитрий, завершил её последним сражением при Петре в 1829 году.
Адрианопольский мир послужил причиной резкого поворота британской политики.
Опасаясь что автономная Греция, как и Дунайские княжества, будет подвержена вмешательствам не только осман, но и русских, английская дипломатия стала требовать для воссоздающегося греческого государства независимости.
Каподистрия умело использовал документы подписанные турками после их поражения при Петре для утверждения греческого контроля в Средней Греции.
Англичане были вынуждены принять этот контроль, постаравшись при этом оставить вне греческих границ Акарнанию, примыкавшую к находившейся под британским протекторатом Ионической республике:Δ-180.
11/23 апреля 1830 года Великие державы вручили новый протокол османам, которые были вынуждены признать, в отличие от предыдущих протоколов, независимую Грецию, с территорией в два раза превышающую территорию указанную Адрианопольским миром.

## Расформирование кавалерийских частей
По окончании Освободительной войны, в конце 1829 года, регулярная кавалерия насчитывала 4 илы: две илы копьеносцев и две илы карабинеров.
Кавалерия базировалась в городе Аргос и командовал ею Димитриос Каллергис.
Восстановление разорённой войной страны диктовало необходимость сокращения армии и в феврале 1831 года Каподистрия предпринял новые реформы в армии, которые коснулись и кавалерии.
Под командованием Димитриоса Каллергиса, кавалерия приняла участие в подавлении мятежа против Каподистрии в июле 1831 года.
27 сентября 1831 года, первый правитель Греции, Иоанн Каподистрия был убит.
Страна вступила в период политической анархии, в результате которой регулярная армия была расформирована.
Согласно армейским историографам, регулярная кавалерия была расформирована и была воссоздана с восхождением на престол Греции короля Оттона.